# Ocypteromima elegans
Ocypteromima elegans är en tvåvingeart som först beskrevs av Villeneuve 1916.  Ocypteromima elegans ingår i släktet Ocypteromima och familjen parasitflugor. Inga underarter finns listade i Catalogue of Life.